# Alexander Altmann

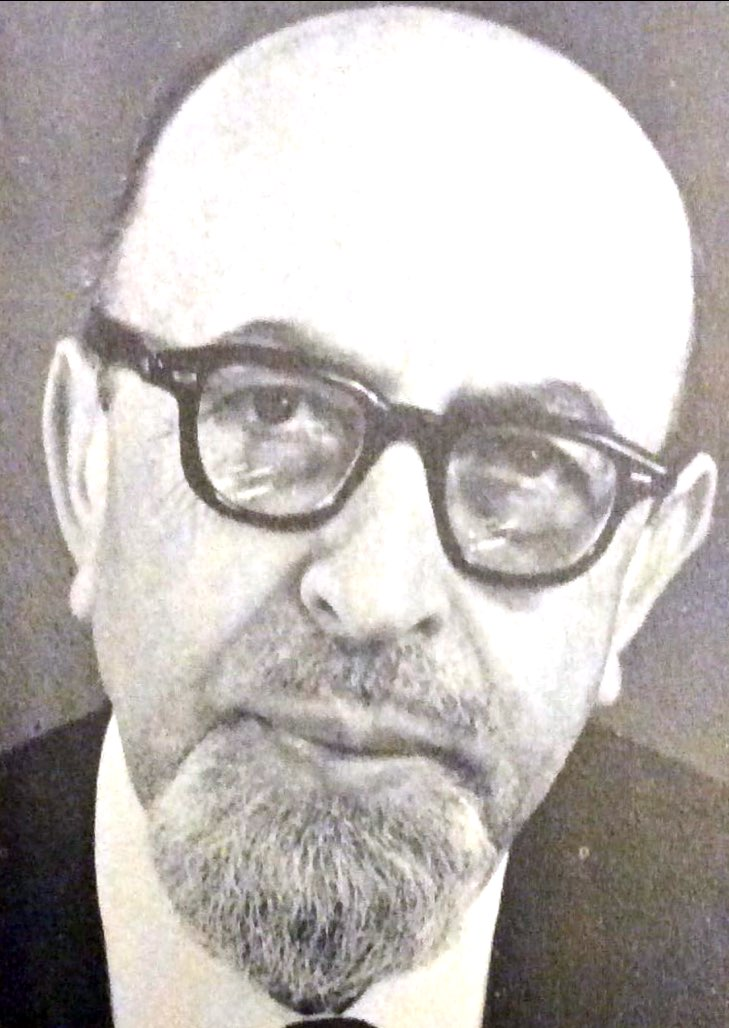
Alexander Altmann

Alexander Altmann (geb. 16. April 1906 in Kaschau, Österreich-Ungarn, heute Slowakei; gest. 6. Juni 1987 in Boston, Massachusetts, Vereinigte Staaten) war ein orthodox-jüdischer Wissenschaftler und Rabbiner.
Bekannt wurde er durch seine Arbeiten über Moses Mendelssohn. Ihm sind zudem einige wichtige Beiträge zur Erforschung der jüdischen Mystik zu verdanken.

## Leben
Alexander Altmann wurde in Košice, damals Österreich-Ungarn, als Sohn des Rabbiners Adolf Altmann geboren. Sein Vater war später Rabbiner in Salzburg und zuletzt (1920–1938) Oberrabbiner in Trier. Dort besuchte Alexander das Friedrich-Wilhelm-Gymnasium. Die letzten Jahre wechselte er aber zum Apostelgymnasium nach Köln, weil er sich neben dem Schulbesuch dort auf der Talmud-Thorah-Schule auf dem Hohenstaufenring auf den Besuch des Berliner Rabbinerseminars vorbereiten konnte. Nach dem Abitur 1925 studierte er an der Universität Berlin von 1926 an Philosophie und Deutsche und Englische Literatur. 1931 wurde er mit einer Arbeit über Max Scheler promoviert und im selben Jahr am von Esriel Hildesheimer gegründeten Rabbinerseminar zum Rabbiner ordiniert. Er arbeitete dort selbst von 1931 bis 1938 als Professor und als orthodoxer Rabbiner in Berlin in der Synagoge in der Passauer Straße.
Altmann war verheiratet mit Judith Franck (geboren 1909), einer Tochter des Politikers Louis Franck aus Altona.

## Alexander Altmann in Manchester
Nachdem er 1938 vor den Nationalsozialisten ins Vereinigte Königreich geflohen war, arbeitete er von 1938 bis 1939 als kommunaler Rabbiner im englischen Manchester. Dort hielt er – zusätzlich zu seinen Verpflichtungen als Gemeindeoberhaupt – Vorträge im Kershaw House, einem vom Manchester German-Jewish Aid Committee eingerichteten Treffpunkt für jüdische Flüchtlinge aus Deutschland und Österreich, und führte seine unabhängigen wissenschaftlichen Studien fort: Er veröffentlichte eine Übersetzung und Erläuterung von Saadias Emunot we-De'ot. Letztendlich ermöglichten ihm seine wissenschaftlichen Tätigkeiten, das unabhängige Institute of Jewish Studies zu gründen und von 1953 bis 1958 zu leiten. Dort war er Mitarbeiter am Journal of Jewish Studies und den Scripta Judaica.
1949 erhob Altmann öffentlich seine Stimme gegen deutschfeindliche Parolen in Manchester, nachdem der Fußballverein Manchester City den ehemaligen deutschen Kriegsgefangenen Bert Trautmann verpflichtet hatte. 
Nachdem er die Zukunft des Institutes abgesichert hatte, indem er es in das University College London eingliederte, nahm er einen Ruf der Brandeis University an. Er arbeitete dort von seiner Berufung zum Professor 1959 bis zu seiner Emeritierung 1976.

## Späte Jahre
Von 1976 bis 1978 war er Gastprofessor in Harvard und an der Hebräischen Universität Jerusalem. Von 1978 bis zu seinem Tod 1987 war er Mitglied des Harvard University Center for Jewish Studies.
Seine Moses-Mendelssohn-Biografie von 1973 ist „DIE Mendelssohn-Biografie des 20. Jahrhunderts“. Sie habe „ihren Rang als Referenzwerk zu Mendelssohns Leben und Schreiben bis heute nicht eingebüßt“, urteilte Cord-Friedrich Berghahn im Jahr 2011. „Sie ist zugleich ein erstklassiges Findebuch zum Denken und zu den Konstellationen der deutschen Hochaufklärung“.

## Mitgliedschaft
1967 wurde Altmann in die American Academy of Arts and Sciences gewählt.

## Werke (Auswahl)
- Gaon, 1946
- mit Salomon Miklos Stern: Isaac Israeli. A Neoplatonic Philosopher of the Early Tenth Century. His Works translated with comments and an outline of his Philosophy. Oxford University Press, 1958
- Studies in Religion, Philosophy and Mysticism, 1969
- Moses Mendelssohn, 1969, Neuausgabe: Moses Mendelssohn: A Biographical Study, London 1998, ISBN 1874774536
- Herausgeber der Gesammelten Schriften von Moses Mendelssohn, 1977
- Essays in Jewish Intellectual History, 1981
- Articles of faith, in: Encyclopaedia Judaica, 2. Auflage, Thomson Gale 2007, Bd. 2, 529–532.